# ستيف جنكينز
ستيف جنكينز (بالإنجليزية: Steve Jenkins)‏ (16 يوليو 1972 المملكة المتحدة - ) هو لاعب كرة قدم بريطاني يلعب كمدافع.

## روابط خارجية
- ستيف جنكينز على موقع الاتحاد الدولي (مؤرشف)  (الإنجليزية)
- ستيف جنكينز على موقع قاعدة بيانات كرة القدم.إي يو (الإنجليزية)
- ستيف جنكينز على موقع ناشيونال فوتبول تيمز (الإنجليزية)
- ستيف جنكينز على موقع Soccerbase.com (لاعب) (الإنجليزية)
- ستيف جنكينز على موقع عالم كرة القدم.نت (الإنجليزية)